# Sfida a Poirot
Sfida a Poirot (titolo orig. The Clocks) è un romanzo poliziesco di Agatha Christie, pubblicato nel 1963, con protagonista il celeberrimo investigatore belga.

## Trama
Colin Lamb, biologo marino e anche agente del controspionaggio inglese, è in Wilbraham Crescents alla ricerca del numero 61, quando dal n. 19 esce urlando una ragazza (Sheila Webb) molto carina che ha appena trovato un cadavere. Si era recata nell'appartamento perché la Signorina Pebmarsh aveva richiesto proprio la sua presenza, telefonando presso la copisteria dove la ragazza lavorava.
Il morto non abita però in quella casa, vi abita una donna cieca, la signorina Pebmarsh. Nell'appartamento vengono trovati, oltre agli orologi della proprietaria di casa, altri quattro orologi che segnano le ore 16 e 13. La polizia inizia a indagare, ma non si riesce a stabilire l'identità del cadavere. Lamb allora si rivolge a un amico, l'investigatore Hercule Poirot. Con il solito acume, l'investigatore riuscirà a scoprire l'identità del morto e anche l'assassino e a dare una mano a Lamb per risolvere il mistero che lo aveva portato a Wilbraham Crescents.
Il piano era stato architettato dalla signora Katherina Martindale per impedire all'uomo, che proveniva dal Canada, di scoprire la truffa ordita dalla sorella per ottenere un'eredità. L'idea degli orologi era stata tratta da un manoscritto che aveva avuto da uno scrittore, ma poi non più pubblicato per la morte dello stesso. Poirot, grande lettore di romanzi gialli, ne aveva una copia.
La casa che Lamb stava cercando era proprio il numero 19, perché il foglio con gli appunti che aveva era stato visto al contrario.
Vorrà dare anche la possibilità alla signorina Pebmarsh di fuggire, in quanto aveva scoperto che sarebbe stata la sua futura suocera, era infatti la madre di Sheila.

## Personaggi
- Personaggi Principali:
- Hercule Poirot, investigatore
- Colin “Lamb”, agente del Servizio Segreto e Biologo Marino
- Richard “Dick” Hardcastle, ispettore di polizia
- Abitanti di Wilbraham Crescent:
- Millicent Pebmarsh, anziana signora cieca, madre di Sheila, che abita in Wilbraham Crescent n.19
- James e Edith Waterhouse, fratelli abitanti di Wilbraham Crescent n.18
- Signora Hemming, una gattara abitante del Diana Lodge (villino che corrisponde all'abitazione n.20 di Wilbraham Crescent)
- Josaiah e “Valerie” Bland, coniugi abitanti di Wilbraham Crescent n.61
- Signora Ramsay, abitante di Wilbraham Crescent n.62 (insieme ai suoi due figli)
- Coniugi McNaughton, abitanti di Wilbraham Crescent n.63
- Personaggi collegati alla Copisteria Cavendish:
- Katherine Martindale, proprietaria della copisteria
- Rosemary Sheila Webb, stenodattilografa richiesta dalla finta Signorina Pebmarsh
- Edna Brent, collega di Sheila Webb
- Personaggi Secondari:
- R. H. Curry, è il primo nome che viene attribuito al cadavere rinvenuto in casa della signora Pebmarsh. Alla fine viene scoperta la sua identità: Quentin Duguesclin.
- Florence “Flossy” Gapp (o Merlina Rival), una teste compiacente
- Geraldine, una bambina che funge da testimone oculare

## Citazioni
- La Christie le usa per indicare un indizio. Due sono tratte da Alice nel Paese delle Meraviglie: «Fa il tricheco: ecco il momento di usar più di un argomento ceralacca, bastimenti, scarpe, cavoli e potenti. Sai perché ribolle il mare? E se i porci san volare?»
- «Venne il vecchio d'oltremare e lo fecero ammazzare.»

## Edizioni italiane
- Sfida a Poirot, traduzione di Moma Carones [ma altra traduttrice], Il Giallo Mondadori n.830, Milano, Mondadori, 27 dicembre 1964,  p. 206. - I Classici del Giallo Mondadori n.450, aprile 1984; Collana Oscar n.1958, Mondadori, 1987.
- Sfida a Poirot, nuova traduzione di Moma Carones, I Classici del Giallo Mondadori n.617, Milano, Mondadori, settembre 1990; Collana Oscar Narrativa n.1476, Mondadori, 1995; Edizione illustrata e annotata, Collezione Agatha Christie, Milano, CDE, 1998; I Classici del Giallo Mondadori n.1234, dicembre 2009; Collana Oscar Moderni, Mondadori, 2021, ISBN 978-88-047-5069-7.